# محجر الوادي (صنعاء)

تعديل مصدري - تعديل

حي محجر الوادي هو أحد أحياء مدينة صنعاء، ويتبع إدارياً مديرية همدان التابعة لمحافظة صنعاء اليمنية. يبلغ تعداد سكانه 1519 نسمة حسب التعداد السكاني في اليمن لعام 2004.